# David Walters (Schwimmer)

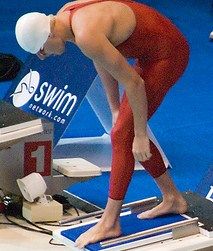
David Walters 2009 bei den US-Trials

David „Dave“ Walters (* 27. September 1987 in Newport News, Virginia) ist ein ehemaliger Schwimmer aus den Vereinigten Staaten. Er erhielt 2008 eine olympische Goldmedaille. Bei Weltmeisterschaften erschwamm er viermal Gold und einmal Bronze auf der 50-Meter-Bahn und einmal Silber auf der 25-Meter-Bahn.

## Sportliche Karriere
Der 1,91 Meter große David Walters war von 2006 bis 2010 an der University of Texas at Austin und schwamm für deren Schwimmteam. Nach seiner Graduierung trainierte der Spezialist im Freistilschwimmen bis zu seinem Karriereende in Kalifornien.
Bei den Weltmeisterschaften 2007 in Melbourne schwamm die 4-mal-200-Meter-Freistilstaffel mit Klete Keller, David Walters, Jayme Cramer und Peter Vanderkaay die schnellste Vorlaufzeit mit fast vier Sekunden Vorsprung vor den Australiern. Im Finale waren Michael Phelps, Ryan Lochte, Klete Keller und Peter Vanderkaay sieben Sekunden schneller und siegten mit neuem Weltrekord von 7:03,24 Minuten vor den Australiern und den Kanadiern. Alle acht beteiligten Schwimmer erhielten eine Goldmedaille, wie dies seit 1984 üblich ist. Im Jahr darauf bei den Olympischen Spielen in Peking erreichte die 4-mal-200-Meter-Freistilstaffel mit David Walters, Ricky Berens, Erik Vendt und Klete Keller das Finale mit der schnellsten Vorlaufzeit von 7:04,66 Minuten. Im Finale verbesserten Michael Phelps, Ryan Lochte, Ricky Berens und Peter Vanderkaay den Weltrekord auf 6:58,56 Minuten und siegten vor den Russen und den Australiern.
Bei den Weltmeisterschaften 2009 in Rom schied Walters über 200 Meter Freistil im Halbfinale aus. Über 100 Meter Freistil erreichte er als einziger Schwimmer aus den Vereinigten Staaten den Endlauf und wurde Fünfter mit 0,08 Sekunden Rückstand auf die Bronzemedaille. In der 4-mal-200-Meter-Freistilstaffel schwammen im Vorlauf Peter Vanderkaay, Davis Tarwater, Daniel Madwed und Ricky Berens. Im Finale verbesserten Michael Phelps, Ricky Berens, David Walters und Ryan Lochte den Weltrekord um eine Hundertstelsekunde auf 3:58,55 Minuten. In der abschließenden 4-mal-100-Meter-Lagenstaffel schwammen im Vorlauf Matt Grevers, Mark Gangloff, Tyler McGill und Nathan Adrian die drittbeste Zeit. Im Finale waren Aaron Peirsol, Eric Shanteau, Michael Phelps und David Walters zweieinhalb Sekunden schneller als die Vorlaufstaffel. Die Staffel siegte in der Weltrekordzeit von 3:27,28 Minuten und hatte im Ziel 1,3 Sekunden Vorsprung vor den Deutschen und den Australiern. Dieser Weltrekord wurde erst zwölf Jahre später unterboten, der Weltrekord der 4-mal-200-Meter-Freistilstaffel hielt auch 2023 noch.
Bei den Kurzbahnweltmeisterschaften 2010 in Dubai war Walters in den Vorläufen zu beiden Freistilstaffeln dabei. Während die 4-mal-100-Meter-Freistilstaffel im Finale Vierte wurde, schlug die 4-mal-200-Meter-Freistilstaffel im Endlauf als Zweite an. Hier waren im Endlauf Peter Vanderkaay, Ryan Lochte, Garrett Weber-Gale und Ricky Berens dabei. Charlie Houchin und David Walters erhielten für ihren Vorlaufeinsatz ebenfalls eine Silbermedaille. 2011 bei den Weltmeisterschaften in Shanghai schwamm die 4-mal-100-Meter-Freistilstaffel im Vorlauf mit Garrett Weber-Gale, Ryan Lochte, Douglas Robison und David Walters die zweitschnellste Zeit. Im Finale wurden Michael Phelps, Garrett Weber-Gale, Jason Lezak und Nathan Adrian Dritte hinter den Australiern und den Franzosen. Die 4-mal-200-Meter-Freistilstaffel mit Peter Vanderkaay, Ricky Berens, Conor Dwyer und David Walters erreichte die schnellste Vorlaufzeit. Im Finale siegten Phelps, Vanderkaay, Berens und Lochte vor den Franzosen und den Chinesen. 2012 konnte sich Walters nicht mehr für die Olympischen Spiele qualifizieren.